# Gdańskbugten
 Der er for få eller ingen kildehenvisninger i denne artikel, hvilket er et problem. Du kan hjælpe ved at angive troværdige kilder til de påstande, som fremføres i artiklen.

Gdanskbugten (polsk: Zatoka Gdańska; russisk: Гданьская бухта, tr. Gdanskaja bukhta; kasjubisk: Gduńskô Hôwinga; tysk: Danziger Bucht) er en bugt i den sydøstlige del af Østersøen, mellem Polen og Rusland. 
Gennemsnitsdybden er omkring 70 m, mens den maksimale dybden er 118 m. Saliniteten er mellem syv og otte promille. Bugtens kystlinje omfatter to lange landtanger – Hela-halvøen og Wisłalandtangen. Den første danner Puckbugten, den anden Wisłalagunen.
De største havne og kystbyer er Kaliningrad, Gdańsk, Gdynia, Puck, Sopot, Hel, Primorsk og Baltijsk.